# Madurez de la Nueva España

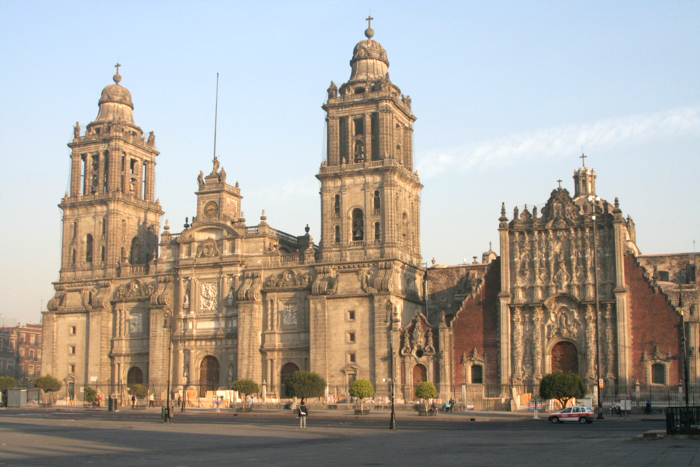
La Catedral Metropolitana de la Ciudad de México fue una de las construcciones infraestructurales que se crearon durante el, durante la madurez de la Nueva España.

La madurez de la Nueva España o la llegada a la madurez de la Nueva España es la etapa considerada cuando el virreinato de la Nueva España alcanzó su máximo nivel como sometedor gobernal de las tierras americanas, logrando así su objetivo el gobierno español de convertirse en el país más poderoso de todo el mundo, pero sobre todo de Europa. La madurez de la Nueva España floreció en el siglo XVI, un año de grandes contrastes que iluminaron a toda la gente española; desde los rechazados criollos hasta los españoles de raza pura y de clase alta. Aun así, la madurez no fue de lo mejor pues aunque el virreinato alcanzó un nivel muy alto eso se podía referenciar con la infraestructura, la economía, el comercio, la pesca y otras cosas en cambio la madurez social no fue lo mismo; surgían diariamente conflictos de pueblos, villas o aldeas en los que el ejército español tenía que intervenir, aun así esa etapa es considerada una gran revolución.
La madurez de la Nueva España continuó hasta finales del siglo XVII cuando surgieron la Corona española tuvo que enfrentarse a serios problemas políticos y económicos resultado de la mala administración por parte de los gobiernos españoles, además de los constantes conflictos que estallaban contra otros imperios como Inglaterra, Francia y Holanda.

## La madurez virreinal delsigloXVI

### La organización política del norte

#### Las administraciones locales
España, que durante el siglo XVI y parte del XVII mantuvo la supremacía como nación colonista, gobernó sus colonias intentando imponer leyes e instituciones muy semejantes a las peninsulares. Sin embargo, la realidad americana era tan compleja que la Corona tuvo que ir ajustando sus leyes y reglamentos, así como sus instituciones, con base en el método de «prueba y error», y poco a poco fue elaborando leyes particulares para regir a los pobladores de los territorios americanos e instaurar diversas instituciones que se adaptaran a la heterogénea realidad americana. Las leyes y disposiciones elaboradas para regir a los habitantes del Nuevo Mundo, conocidas como Leyes de Indias o Derecho Indino, respondían a situaciones particulares que no estaban contempladas por las leyes españolas y por ello requerían de regulación propia. Por otro lado, para gobernar a los habitantes novohispanos, los españoles, principalmente los frailes, intentaron separar a los indígenas de los españoles, porque consideraban que podrían evangelizar y controlar mejor a los primeros si se les mantenía concentrados y alejados de los españoles que les daban mal ejemplo; para ello los dividieron en dos repúblicas: la de indios y la de españoles. De esta forma se intentó que los pueblos de indios formaran la República de indios, y las villas y ciudades la República de españoles.
En los pueblos indios, que se habían ido formando aprovechando la estructura tributaria de los pueblos prehispánicos, se constituyeron cabildos indígenas. En ellos se intentó reproducir el tipo de gobierno municipal que funcionaba en Castilla, pero adecuándolo a las prácticas nativas al permitir que a la cabeza del cabildo parmaneciese un gobernante, noble o cacique indígena. Con ello se buscó una cierta complicidad entre los españoles y la nobleza indígena, hecho que implicó que se conservasen algunos elementos autóctonos, como el uso de tierras comunales, y se favoreciera que los pueblos nativos conservasen algunas características de su estructura política y económica, como era el pago de tributos.
Por otro lado, a través del Derecho Indiano se concedió a los indígenas la categoría de vasallos del rey de España, con lo cual se les sujetaba y se les exigía obediencia a los reyes de España. Algunos pueblos dejaron incluso de pertenecer a un encomendero y pasaron a pagar tributo directamente a la Corona. Ello permitió que ésta afianzara su poder sobre la población nativa, pues existía la posibilidad de que conquistadores y colonizadores intentasen gobernarse de manera autónoma, desconociendo el poder real. Paralelamente a la organización de los pueblos de indios, los españoles fundaron villas y ciudades nuevas, ciudades de españoles a las cuales se les conoce también como República de españoles. Éstas se regían igualmente por un cabildo o ayuntamiento. La división de dos repúblicas no siempre funcionó, debido a que en los pueblos de indios se establecieron algunos españoles y en las ciudades también convivían junto a los españoles indios, negros y castas. La organización política colonial dispuso su forma operativa de manera tal, que podía realizar una estrecha vigilancia sobre quienes, en la práctica cotidiana, administraban las localidades donde se encontraban las principales concentraciones de población, es decir, sobre los caciques indígenas, encomenderos y corregidores en el caso de los pueblos indios y sobre los regidores y alcaldes en el caso de los cabildos de las ciudades.

### Las gobernaciones del norte
Una vez consolidado el poder virreinal a mediados del siglo XVI, se inició una lenta pero constante expansión hacia el norte y noreste del territorio, que trajo como consecuencia múltiples fundaciones de pueblos y reales deas regiones, llamados genéricamente chichimecas, el poblamiento del norte se llevó a cabo con lentitud. A pesar de la lejanía y las dificultades de comunicación, el gobierno virreinal ejerció un control centralizado sobre las pronvias del norte y las mantuvo como parte de la Gran Nueva España.
La provincia de Nueva Vizcaya fue fundada por Diego de Ibarra en 1562, y gobernada por Francisco de Ibarra, quien estableció la capital de Durango y fue su primer gobernador. Nueva Vizcaya ocupaba parte de los actuales estados de Sinaloa, Durango, Chihuahua y Sonora.